# Laskowice (wieś w powiecie kluczborskim)
Laskowice (dodatkowa nazwa w j. niem. Laskowitz, w latach 1936-1946 Kiefernwalde) – wieś w Polsce, położona w województwie opolskim, w powiecie kluczborskim, w gminie Lasowice Wielkie.
Według Spisu Powszechnego Ludności z 2011 liczba ludności wynosiła 936 osób, z czego 52,5% mieszkańców stanowiły kobiety, a 47,5% mężczyźni.
Laskowice położone są przy linii kolejowej Opole – Kluczbork, w pobliżu rzeki Budkowiczanki, na nizinnych terenach Równiny Opolskiej i skraju zwartej strefy leśnej Opolszczyzny – Stobrawskiego Parku Krajobrazowego.

## Nazwa
Niemiecki językoznawca Heinrich Adamy wywodził nazwę miejscowości od polskiej słowa "laska" z charakterystyczną dla słowiańskich nazw patronimicznych końcówką "-ice" wywodzących się od osad rodowych. Oznacza ona potomków założyciela lub właściciela miejscowości czyli Lasków. Według drugiej wersji laska zanotowana w nazwie mogłaby się odnosić również do przedmiotu. W swoim dziele o nazwach miejscowych na Śląsku wydanym w 1888 roku we Wrocławiu jako najstarszą nazwę miejscowości wymienia Laskowice podając jej znaczenie "Gnadenort" czyli w języku polskim "Miejscowość Laska". Nazwa wsi została później fonetycznie zgermanizowana na Laskowitz i utraciła swoje pierwotne znaczenie.
W 1936 roku hitlerowska administracja III Rzeszy, chcąc zatrzeć słowiańskie pochodzenie nazwy wsi, przemianowały ją ze zgermanizowanej na nową, całkowicie niemiecką nazwę Kiefernwalde
| SIMC    | Nazwa     | Rodzaj     |
| ------- | --------- | ---------- |
| 0497644 | Niwy      | część wsi  |
| 0497673 | Szarawara | przysiółek |
| 0497680 | Wesoła    | przysiółek |

## Historia
W 1687 r. Laskowice należały do właściciela Dombrowki. W XIX w. we wsi znajdowały się szkoła, fryszerka Luisenütte, dwa pustkowia: Wesoła i Szarawara oraz słynny browar.
W latach 1954–1972 wieś należała i była siedzibą władz gromady Laskowice. 

## Zabytki
Do wojewódzkiego rejestru zabytków wpisany jest kościół filialny pw. św. Wawrzyńca, drewniany, zbudowany w 1686 r., należący do parafii w Tułach. Kościół jest przykładem siedemnastowiecznej sakralnej architektury drewnianej. 